# هو بو سي

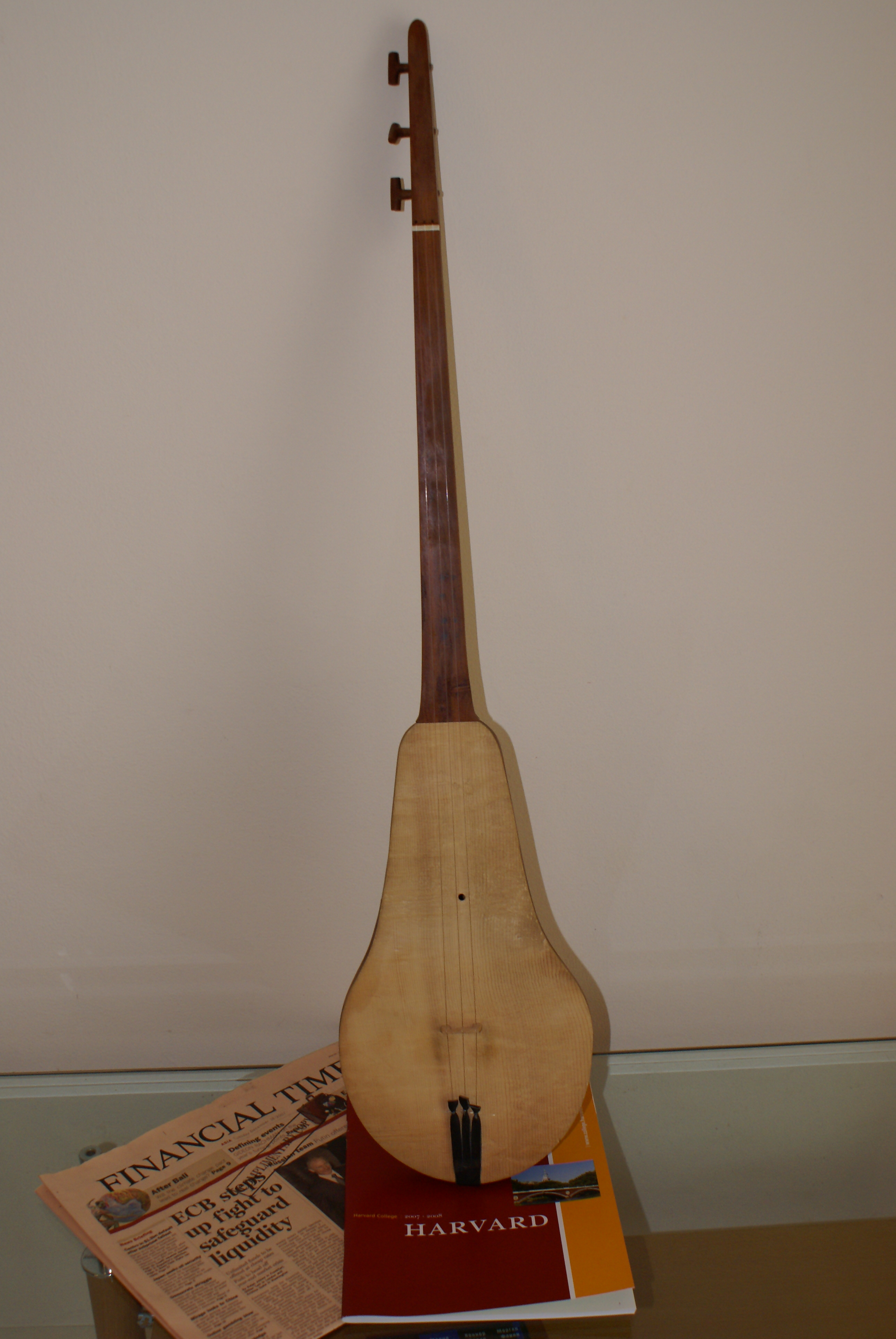

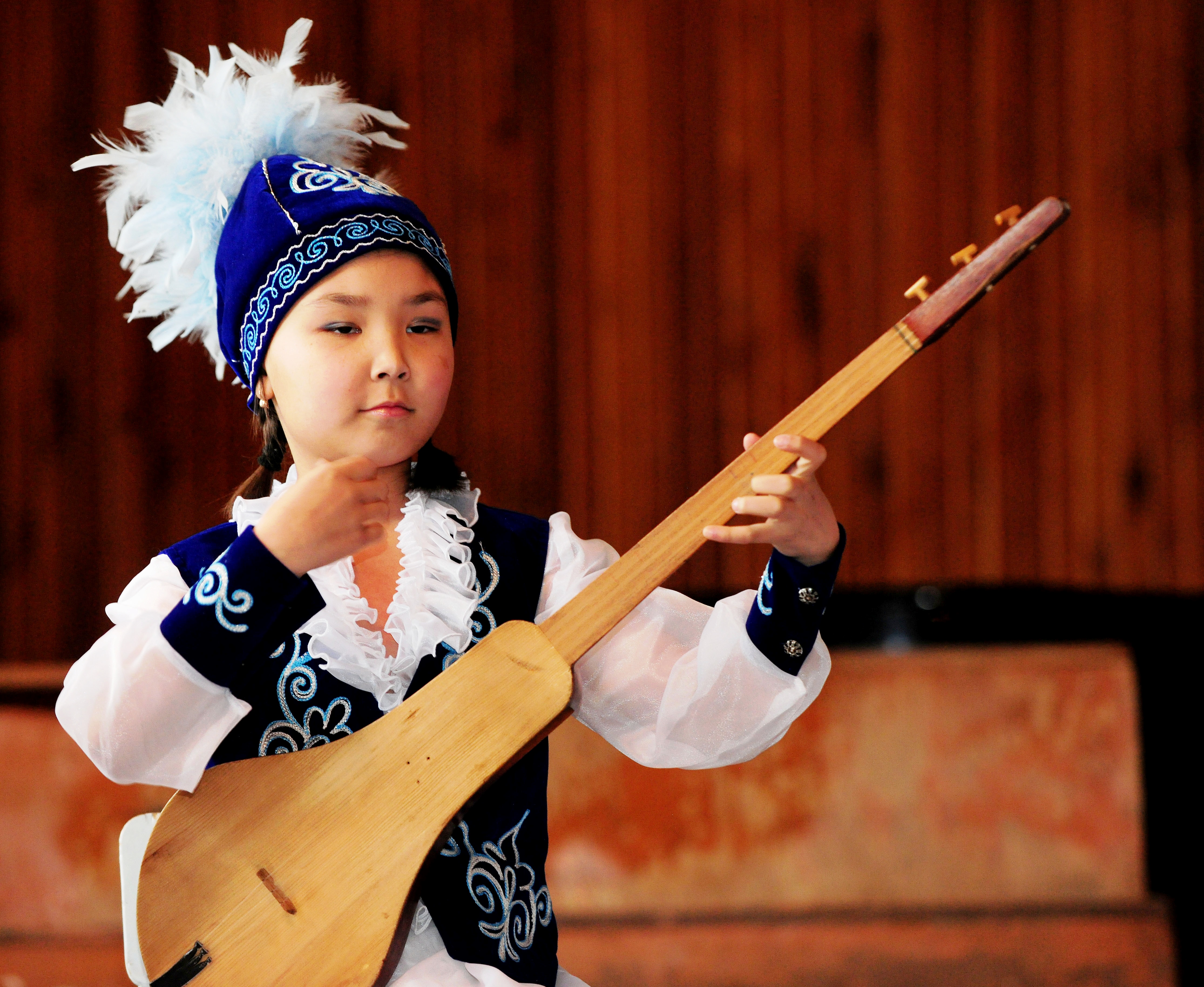

هو بو سي (火不思) هي آلة وترية نقرية قديمة، يحبها أبناء قومية منغوليا الصينية. وتسمى أيضا ب«هاو بي سي» أو «هه بي سي» أو «هو بوه تسي» حسب مختلف طرائق نطق اللفظ، وكل هذه الأسماء معناها «آلة موسيقية». اخترع أبناء القوميات في شمال الصين هذه الآلة المستوحاة من تصميم الآلات الموسيقية لقومية خان مثل آلة قو تشنغ وآلة كونغ هو. يشبه شكل آلة هو بو سي التقليدي شكل ملعقة، وطولها تسعون سنتيمترا، طرفها الأعلى معوج، وذراعها مستقيم. ويغطي صندوق صوتها جلد أفعى، وعليه ثلاثة أو أربعة أوتار. ويتميز صوتها بأسلوب موسيقى سكان السهول في شمال الصين. ولا تختلف آلة هو بو سي عن الآلات الأخرى كثيرا من حيث طريقة العزف، حيث يحملها العازف عموديا في ذراعيه، ويضغط الأوتار بيده اليسرى وينقر الأوتار بإصبعي الإبهام والسبابة بيده اليمنى. صوت هذه الآلة جلي وواضح، ناعم وعذب، ودائما تعزف في العزف المنفرد أو الجماعي أو المصاحب للغناء والرقص.
اكتشف أول سجل لآلة هو بو سي في كتاب تاريخي صيني قديم كتب في ما بين القرن الثالث عشر والقرن الرابع عشر بعنوان:«تاريخ أسرة يوان الملكية---سجلّ للآداب والموسيقى». وفي ذلك الوقت صنفت هذه الآلة في مرتبة الآلات الموسيقية على المستوى الوطني وكانت تعزف كثيرا في المآدب الفخمة. وفيما بعد انتشرت وسط أبناء الشعب. وبعد زوال أسرة يوان الملكية حافظ الحكّام من قومية هان في أسرة مينغ الملكية على الكثير من تقاليد أهل قومية منغوليا وعاداتها، ولكنهم استبعدوا آلة هو بي سي من مرتبة الآلات الموسيقية الوطنية وبمجيء أسرة تشينغ الملكية في القرن السابع عشر، أعيدت هذه الآلة إلى مرتبة الآلات الموسيقية الوطنية بسبب إعادة انتشار التقاليد والعادات المنغولية. وفي هذه المرحلة التاريخية، عزف أفراد الأسرة الامبراطورية آلة هو بو سي في الحفلات الكبرى في يومي ال1 وال5 من أول شهر كل عام وعند الصيد بالإضافة إلى عزفها في المآدب.
ولأسباب مختلفة، اندثر فن العزف على آلة هو بو سي رويدا رويدا بعد أسرة تشينغ الملكية. وبعد تأسيس جمهورية الصين الشعبية، عمل العاملون في الحقل الموسيقي على إبداع نوع جديد من هذه الآلة حسب الآثار التاريخية المكتشفة. تنقسم آلة هو بو سي الجديدة إلى ثلاثة أنواع أي عالية النغمات ومتوسطة النغمات ومنخفضة النغمات، وشكلها شكل الآلات الموسيقية التقليدية لقومية منغوليا، حيث يشبه طرف جسم الآلة كنانة للسهام ومنحوت عليه قوس. واقتبست آلة هو بو سي الجديدة تصميم بعض الآلات الوترية الأخرى من أجل تركيز أصوات النغمات وتقويتها إلى جانب ذلك، وضع المصمم أكثر من عشرين مفتاحا موسيقيا على ذراع العزف من أجل إبراز خصائصها القومية، مما جعل المدى الصوتي أوسع.